# Conselho dos Patriarcas Católicos do Oriente

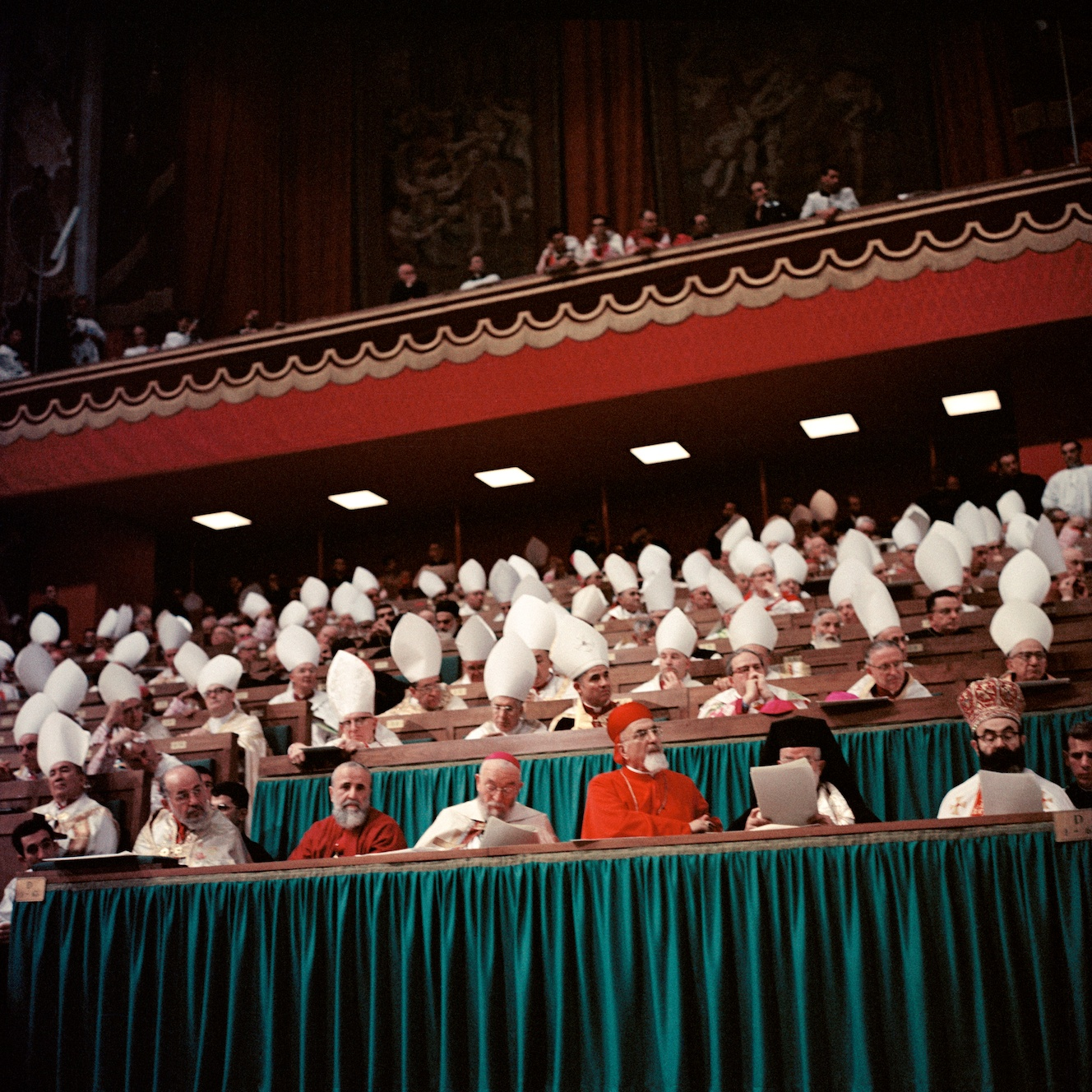
Integrantes do Conselho dos Patriarcas Católicos do Oriente participando do Concílio Vaticano II, na primeira fileira.

O Conselho dos Patriarcas Católicos do Oriente (em francês:  Conseil des patriarches catholiques d'Orient, CPCO) é uma instituição da Igreja Católica que reúne os Patriarcas das várias Igrejas católicas orientais do Oriente Médio, bem como o Patriarca Latino de Jerusalém.
Tem sua sede em Bkirké, perto de Beirute, no Líbano, no patriarcado maronita. 

## Atuação
Tem como metas:
- Refletir juntos sobre a situação dos católicos orientais para promover a vida cristã.
- Coordenar a atividade pastoral das Igrejas Católicas do Oriente.
- Dar às Igrejas católicas do Oriente a possibilidade de exprimir o seu ponto de vista e de estudar as questões que dizem respeito aos seus fiéis e aos seus países.
- Fortalecer o futuro do cristianismo no Oriente como prioridade, na consciência das próprias Igrejas Orientais, na preocupação da Igreja Universal e junto às autoridades nacionais e internacionais.
- Consolidar o vínculo entre os fiéis da Diáspora e suas Igrejas no Oriente.
- Promover o diálogo ecumênico e inter-religioso.
- Assegurar a participação ativa da família católica no trabalho do Conselho de Igrejas do Oriente Médio (CCME).
- Promover a justiça, a paz, o desenvolvimento, o respeito pelos direitos humanos, especialmente da mulher e da família em nossos países e nas relações entre os povos.

## Membros
Todos os Patriarcas Católicos Orientais incumbentes são membros do Conselho. Em caso de impedimento, o patriarca pode ser representado por um bispo de sua Igreja.
São seus atuais membros:
- Ibrahim Isaac Sidrak, Patriarca Católico Copta de Alexandria
- Béchara Pierre Raï, Patriarca Católico Maronita de Antioquia e Todo Oriente
- Youssef I Absi, Patriarca Greco-Católico Melquita de Antioquia e Todo Oriente, de Alexandria e Jerusalém
- Inácio José III Younan, Patriarca Católico Sírio de Antioquia e Todo Oriente
- Louis Raphaël I Sako, Patriarca Católico Caldeu de Bagdá
- Rafael Pedro XXI Minassian, Patriarca Católico Armênio da Cilícia
- Pierbattista Pizzaballa, Patriarca Latino de Jerusalém

### Presidentes
- Stéphanos II Ghattas (2003-2006)
- Nasrallah Pierre Sfeir (2006-2011)
- Béchara Pierre Raï (desde 2011)